# Cao Anmin
Cao Anmin (? - Printemps 197) est le neveu de Cao Cao. Il présente madame Zhou, la veuve de Zhang Ji, à Cao Cao peu après la soumission de Zhang Xiu. Conséquemment, Zhang Xiu se rebelle et mène une mutinerie dans laquelle il pourchasse Cao Cao. Cao Anmin suit Cao Cao dans sa fuite, mais est toutefois rattrapé et mutilé à mort par les rebelles sur la rive de la rivière Yu. 